# Raoul Verdini
Raoul Verdini (Roma, 28 maggio 1899 – Roma, 4 dicembre 1981) è stato un disegnatore, illustratore e giornalista italiano.

## Biografia
Iniziò la carriera come bozzettista per le Ferrovie dello Stato, abbandonando questo lavoro per abbracciare prima il giornalismo e successivamente il disegno. Fu collaboratore del Marc'Aurelio dal 1931 fino alla chiusura della rivista nel 1943, e del Becco giallo, mentre durante gli anni del fascismo collaborò al Balilla e al Cartoccino dei Piccoli.
Nel dopoguerra diresse il giornale satirico Liscio e busso da lui fondato insieme ad Angelo Migneco e Augusto Camerini. Dal 1946 al 1958 fece parte della redazione di Vie Nuove, di cui fu vignettista di punta, dopodiché collaborò con Paese Sera fino al gennaio del 1963. Nello stesso periodo collaborò con altre testate sia internazionali come la Pravda, la Literaturnaja gazeta, il Krokodil, l'Eulenspiegel, sia italiane come l'Unità e Il Lavoro, nonché con testate minori quali Marforio, Orlando, Pettirosso, Pasquino e L'Asino.  Nel campo del fumetto collaborò tra gli altri con i periodici Pioniere e La Via Migliore..
Illustrò inoltre numerosi libri, collaborando più volte con Gianni Rodari, e nel 1936 fu regista di Le avventure di Pinocchio, film d'animazione rimasto incompiuto per mancanza di fondi.